# Гедеоновы
Гедеоновы — древний русский дворянский род.
Род записан в VI части родословных книг губерний: Смоленской, Тверской, Московской и Курской.
В Тульской губернии сосуществовал дворянский род Гедеоновых, происходящий из духовного звания.

## Происхождение и история рода
Ведёт начало от Тимофея Гедеонова жившего в первой половине XVII века и его сына смоленского помещика (1654) Хрисанфа Тимофеевича Гедеонова, убитого в польскую войну в 1700 году. Его сын Михаил Хрисанофович послан Петром I в Данию (1710-1711).

## Описание герба
В щите, имеющем голубое поле, изображен чёрный одноглавый орёл в короне, у коего в правой лапе находится серебряный меч с надетою на него короною.
Щит увенчан дворянскими шлемом и короной. Нашлемник: три страусовых пера. Намёт на щите голубой, подложенный серебром. Герб рода Гедеоновых внесён в Часть 7 Общего гербовника дворянских родов Всероссийской империи, стр. 103.

## Известные представители
- Гедеонова Серафима Ивановна — игуменья смоленского Вознесенского девичьего монастыря (1790).
- Гедеонов Пётр Иванович — генерал-майор.
- Гедеонов Николай Андреевич — капитан (1790), подполковник, Дорогобужский уездный предводитель дворянства (1828-1829).
- Гедеонов Дмитрий Яковлевич — действительный тайный советник, Смоленский гражданский губернатор (1801-1807), генерал-майор (1810)[2].
- Гедеонов Иван Васильевич — поручик, Краснинский уездный судья (1820-1822), уездный предводитель дворянства Краснинского уезда (1829-1832 и 1847-1850), женат на княжне Анне Егоровне урождённой Друцкой-Соколинской.
- Гедеонов Григорий Дмитриевич — адмирал.
- Гедеонов Иван Михайлович (1816—1907) — генерал-майор (1857), генерал-лейтенант (1864), генерал от инфантерии, сенатор (1885).
- Гедеонов Александр Михайлович — театральный деятель.
- Гедеонов Степан Александрович (1815-1878) — тайный советник, директор Императорских театров и Эрмитажа, российский историк, драматург и поэт.
- Гедеонов Александр Иванович — инженер-капитан, уездный предводитель дворянства Пореченского уезда (1877).